# Cada día más fuerte
Cada día más fuerte (em português:  Cada dia mais forte) é o terceiro livro da cantora, compositora, atriz e empresária mexicana Thalía, escrito por ela mesma, sendo publicado em 2011 pela editora britânica Penguin Books e sua subsidiária, Celebra.
Apelidado pelos meios de comunicação como uma obra autobiográfica ou um livro de "memórias", em Cada día más fuerte Thalía relata experiências pessoais de sua vida, como o sequestro de suas irmãs, Laura Zapata e Ernestina Sodi, o seu diagnóstico de doença de Lyme, a morte de seu pai Ernesto Sodi Pallares, quando ela tinha apenas cinco anos de idade, e a morte de sua mãe Yolanda Miranda Mange (semanas antes da publicação do livro) e parte de sua carreira artística. O livro tem um total de oito capítulos: "infância, fama, liberdade, amor, perdão, renascimento e fé" e sua versão em língua espanhola contém 304 páginas, enquanto em inglês, contém 288 páginas.

## Antecedentes e desenvolvimento
"Eu me expus e fiquei vulnerável...Foi muito difícil abaixar minha vida no papel, foi um processo muito íntimo, muito psicológico, mas ao mesmo tempo libertador. Era como limpar o armário, como limpar a casa, como jogar paredes, abrir novos espaços, e foi muito refrescante para a minha vida."

—Thalía, em relação ao o processo de escrita do Cada día más fuerte.
Após seu retorno musical com o álbum ao vivo Primera Fila (2009), com o qual ganhou um sucesso sem precedentes no México (onde obteve disco de diamante, por isso tornou-se um best-seller) e em muitos países ao redor do mundo Thalía confessou ter estado em seu "melhor momento". Isso definiu em grande parte a criação do que seria Cada día más fuerte. Inicialmente, foi anunciado que ela publicaria um livro autobiográfico e um infantil. Em setembro de 2010, Thalía disse uma vez: "O terceiro livro que estamos terminando é o que vai compartilhar um pouco com as pessoas algumas histórias da minha vida, sem ser uma biografia. São histórias pontuais, positivas e outas nem tanto, como eu transformei minha vida em boas energias e oportunidades. Um livro aspiracional".
Além do acima, Thalia escreveu o livro durante a gravidez de seu segundo filho e inicialmente a data de publicação estava marcada para outubro de 2011; em maio do mesmo ano, a mãe de Thalía, Yolanda Miranda Mange, faleceu e, segundo o prefácio do mesmo livro, Yolanda ajudou na edição da mesma uma semana antes de sua morte, embora o trabalho já estivesse escrito. No início de outubro de 2011, a cantora lançou um concurso via Twitter para seus seguidores para realizar esboços do projeto para a capa da mais forte a cada dia e dar-lhes em troca um prêmio.
O livro foi um dos mais esperados após o anúncio da Univision.

## Conceito
Thalía definiu de várias maneiras Cada día más fuerte, de acordo com as circunstâncias (por capítulo) ou por unanimidade, uma delas: como "um livro muito íntimo, onde me exponho muito, onde não há máscara, onde não há nada que a esconder".
| “ | Eu tento inspirar meus leitores a se esforçarem para serem pessoas melhores, independentemente da situação difícil pela qual estão passando. A mensagem é que não importa em que escuridão que você esteja, se você acha que a vida está escapando de você, se você está acorrentado espiritual e moralmente, sempre haverá um raio de luz que o levará para a saída. -Thalía falando sobre o propósito de Cada día más fuerte. | ” |

## Conteúdo
O livro é escrito em narrativa em primeira pessoa, e consiste no total de oito capítulos: "a infância, a fama, a liberdade, o amor, o perdão, o renascimento e fé" e sua versão em espanhol é composto por 304 páginas, enquanto a versão em inglês, são 288 páginas. Contém fotografias de sua carreira na televisão e na música, assim como de sua família.

### Prefácio
| “ | Enquanto escrevia este livro, também experimentei dois eventos críticos e transformadores: minha segunda gravidez, o anúncio de uma nova vida que em breve terei em meus braços, convido a alegria para bater em minha porta mais uma vez, e a morte de minha querida mãe, o ser mais importante na minha vida, cujo me deu total dedicação, apoio, orientação, conselhos excelentes e amor incondicional me armado com as ferramentas para enfrentar este momento de alegria que vem com a chegada do novo membro da nossa família, mas também a devastação total de sua perda repentina. | ” |

### Geral
No capítulo da infância, Thalia assinalou que sofria de bullying e viveu uma infância muito isolada. Também comenta sobre a morte de seu pai, Ernesto Sodi Pallares, quando ela tinha apenas 5 anos de idade, então foi cerca de um ano sem falar, Além de confessar que quando ela era pequena viu a entidade La Llorona, pelo qual ela é grata, já que a fez mais forte: "Em nossa casa havia tal ser e de repente energias sobrenaturais eram sentidas. E isso faz uma garota forte, faz com que ela se defenda contra o invisível, o que não é tocado, o que está aí e é importante encarar o rosto dela”.
Em 22 de setembro de 2002, em plena promoção do álbum Thalía (2002), Laura Zapata e Ernestina Sodi (irmãs da cantora) foram sequestradas. Finalmente, em 10 de outubro, seus raptores as libertaram, uma vez que receberam dinheiro em troca de suas vidas. De acordo com Ernestina em seu livro Líbranos del mal, Thalia foi responsável por pagar o resgate. Este evento foi controverso na imprensa internacional, dadas as circunstâncias em que ocorreu e o litígio subsequente que ocorreu entre as três irmãs. Thalía disse em Cada día más fuerte, ela sentiu-se culpada pelo sequestro de suas irmãs, porque ela não residia no México, quando isso aconteceu, e acrescentou que "um evento desta magnitude provoca danos internos na relação estrutural da família que vive este evento traumático, e cada um o processa à sua maneira".
Thalía também destacou seu relacionamento com o marido, Tommy Mottola, que agradece a compreensão do sofrimento que sofreu ao deixar o México, depois de deixar a família e os amigos: "ele me disse que me ama mais" além dos filhos de ambos. Em adição a isto, ela dedica um capítulo inteiro ao seu amigo e um de suas maiores influências, produtor Emilio Estefan que a apresentou ao seu futuro marido, a quem ela dedicou um capítulo inteiro a ele.
Antes de sua publicação, a mãe de Thalía, Yolanda Miranda Mange, havia falecido, colaborou uma semana antes de sua morte para a redação, embora o trabalho já estivesse sido concluído. Thalía admite que "escrever este livro foi uma grande parte da sua recuperação [em referência a do nascimento de seu filho, em paralelo com a morte de sua mãe]." De um modo geral, Cada día más fuerte aborda questões como a sua luta com a vida no centro das atenções (em referência à mídia) e como ele chegou a tomar posse de sua carreira. Ele fala sobre o impacto cultural sem obstáculos que suas novelas teve em todo o mundo. A este respeito, ele mencionou:
Mas ela também menciona que "ela atribui suas mudanças de humor à atuação, e diz que foi muito difícil para ela distinguir entre sua vida e a de seus personagens. "É que sempre vivi em minha própria carne os sofrimentos de meus personagens, acho que é por isso que caí em depressão tantas vezes enquanto fazia novelas".

### Doença de Lyme

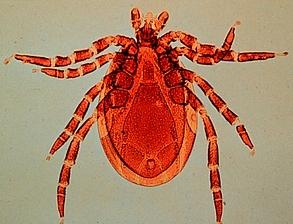
Carrapato, transmissores da doença de Lyme.

Thalia confessou que a coisa mais dolorosa foi falar sobre o sofrimento causado pela doença de Lyme, contraído em 2008, entre a fase final de sua gravidez. Depois do nascimento, ela sentiu que não poderia cuidar da filha; Ela diz que seus médicos atribuíram os sintomas à depressão pós-parto. Ela pensou que algo estava acontecendo: "Eles não se importavam com o que eu dizia ... Era como se eu estivesse falando com uma parede". Nenhum dos médicos lhe ofereceu ajuda: "Eu ainda me sentia como se tivesse sido presa por um caminhão que me arrastou por milhares de quilômetros". Posteriormente, a condição foi confirmada pelos especialistas de Lyme. Depois de receber o tratamento adequado, ela comentou: "Eu estava suando profundamente, encharcando meu pijama, os lençóis e até o colchão; tudo doía, até meu cabelo. Às vezes eu sentia como se minha cabeça ia explodir, como se houvesse uma bala dentro de mim ... a hipersensibilidade da minha pele era tão grave que às vezes eu nem conseguia movimentar os lençóis". Ela também aponta que depois de dois anos de um tratamento forte, que a levou-a para o caminho da recuperação. Após esta doença, ela fundou o site Sobrelyme.com.

### Capa e promoção
Em setembro de 2011, Thalía revelou a capa do que seria Cada día más fuerte. De acordo com El Informador do México , "na imagem você vê Thalia radiante sentada em uma cadeira branca, onde ela usa uma blusa do mesmo tom, para promover seu livro".
Para promover o livro, Thalía apareceu em várias livrarias de autógrafos em cidades dos Estados Unidos e, no México. Ele também deu uma entrevista a veículos de mídia como CNN en Español, Associated Press (AP), no programa americano Today Show, The Huffington Post, a revista Latina, Fox News Channel e Univision em sua sessão de saúde, entre otros. entre outros.
Em 1º de novembro de 2011, esteve na cidade de Nova York; nessa ocasião ela usava uma blusa verde, calça preta e um chapéu branco. Os fãs hispânicos da artista compareceram, assim como dos países: Brasil, Itália, Chipre, Polônia e Turquia. Dias depois, Thalia se apresentou na livraria da cidade de Chicago. Posteriormente, Thalía em Julho de 2012, deu cópias do álbum Primera fila e o livro, em sua conta do Twitter depois de organizar um concurso chamado "My disguise of Thalia".

## Recepção crítica e comercial
O livro recebeu críticas positivas da mídia e alguns revisores do livro. Jamie White, da Goodreads classificou-a com quatro estrelas em cinco e comentou "há muito o que aprender, pois ela detalha sua vida com sinceridade". Ele explicou que "um dos momentos mais emocionantes e inspiradores é quando [Thalia] detalha sua batalha contra a doença de Lyme, depois de dar à luz sua filha". Marcela Alvarez editora do site Tinta Fresca, embora não era abundante em sua crítica, disse que "À medida que as páginas passam, surge uma mulher serena, reflexiva e madura." A equipe editorial do jornal on - line Hispanically Speaking News, descreve o volume de 290 páginas (no papel), "como um testemunho muito fluente, escrito em primeira pessoa, sobre sua fascinante carreira, não sem dificuldades e desafios."
O livro esteve no topo da loja online, Amazon.com, antes e durante a morte de Steve Jobs, fundador da Apple Inc., um livro autobiográfico sobre ele também foi publicado.

## Formatos
Mais forte a cada dia também foi publicado como audiolivro narrado pela irmã Thalia, Federica Sodi, arqueóloga, antropóloga especializada em iconografia e historiadora cuja duração total é de 9 horas e 15 minutos, publicados em formato CD e assim download digital através do príncipe Frederico.